# جوسلين بلايفير
جوسلين بلايفير (بالإنجليزية: Jocelyn Playfair)‏ (21 أغسطس 1904، لكناو في الهند - مايو 1997، هاونزلو في المملكة المتحدة)؛ روائية بريطانية.